# Comuna Turlaki, Cetatea Albă
Turlaki (în ucraineană Випасне, transliterat: Vîpasne) este o comună în raionul Cetatea Albă, regiunea Odesa, Ucraina, formată din satele Crivda și Turlaki (reședința).

## Demografie
Componența lingvistică a comunei Turlaki
     Ucraineană (90,81%)
     Rusă (6,79%)
     Română (1,11%)
     Alte limbi (0,74%)
Conform recensământului din 2001, majoritatea populației comunei Turlaki era vorbitoare de ucraineană (90,81%), existând în minoritate și vorbitori de rusă (6,79%) și română (1,11%).